# Aulnois-sous-Laon
Aulnois-sous-Laon település Franciaországban, Aisne megyében. Lakosainak száma 1366 fő (2022. január 1.). Aulnois-sous-Laon Barenton-Bugny, Barenton-Cel, Besny-et-Loizy, Chéry-lès-Pouilly, Laon és Vivaise községekkel határos.

## Népesség
A település népességének változása:
| Lakosok száma | 913  | 1090 | 1146 | 1315 | 1398 | 1440 | 1422 | 1386 | 1380 | 1366 |
|               | 1968 | 1982 | 1990 | 2006 | 2013 | 2015 | 2017 | 2019 | 2020 | 2022 |